# William Piper
William Piper (* 1. Januar 1774 in Everett, Province of Pennsylvania; † 1852 in Hopewell, Pennsylvania) war ein US-amerikanischer Politiker. Zwischen 1811 und 1817 vertrat er den Bundesstaat Pennsylvania im US-Repräsentantenhaus.

## Werdegang
Über William Pipers Jugend und Schulausbildung sowie über seinen beruflichen Werdegang jenseits der Politik ist nichts überliefert. Er war Anfang des 19. Jahrhunderts Mitglied des Senats von Pennsylvania. Während des Britisch-Amerikanischen Krieges von 1812 kommandierte er ein Regiment. Nach dem Krieg war er als Adjutant General Kommandeur der Staatsmiliz von Pennsylvania.
Bei den Kongresswahlen des Jahres 1810 wurde Piper als Kandidat der Demokratisch-Republikanischen Partei im siebten Wahlbezirk von Pennsylvania in das US-Repräsentantenhaus in Washington, D.C. gewählt, wo er am 4. März 1811 die Nachfolge von John Rea antrat. Nach zwei Wiederwahlen konnte er bis zum 3. März 1817 drei Legislaturperioden im Kongress absolvieren. Seit 1813 vertrat er dort den achten Distrikt seines Staates.
Nach dem Ende seiner Zeit im US-Repräsentantenhaus ist William Piper politisch nicht mehr in Erscheinung getreten. Er starb im Jahr 1852 auf seiner Farm in Hopewell.